# Xepélevo
Xepélevo (en rus: Шепелево) és un poble de l'óblast de Riazan, a Rússia, segons el cens del 2010 tenia 7 habitants.